# Toomas Kivimägi
Toomas Kivimägi, né le 16 février 1963 à Lihula dans le comté de Lääne (Estonie), est un avocat et homme politique estonien. Il est député au Riigikogu lors de la 13e, 14e et 15e législature.
En 1986, il est diplômé de l'université de Tartu, étudiant le droit. En 1990, il devient avocat du département de l'agriculture du comté de Pärnu. De 1992 à 1993, il est le vice-gouverneur du comté de Pärnu. Du 7 décembre 1993 au 18 novembre 2009, Toomas Kivimägi est gouverneur du comté de Pärnu, et du 19 novembre 2009 au 30 mars 2015, il est le maire de Pärnu. Le 1er mars 2015, il est élu député au Riigikogu, le parlement estonien.
Depuis 2014, il est membre du Parti de la réforme d'Estonie.